# Chymomyza flagellata
Chymomyza flagellata är en tvåvingeart som beskrevs av Toyohi Okada 1981. Chymomyza flagellata ingår i släktet Chymomyza och familjen daggflugor. Inga underarter finns listade i Catalogue of Life.